# Grey Ranks
Grey Ranks (pol. Szare Szeregi) – amerykańska gra fabularna poświęcona Powstaniu warszawskiemu, napisana przez Jasona Morningstara i wydana przez jego niezależne wydawnictwo Bully Pulpit Games w 2007 roku. Gra zaprojektowana jest dla 3-5 graczy i polega na wcieleniu się w role młodych żołnierzy z „Szarych Szeregów” podczas działań wojennych w Powstaniu warszawskim.
W 2015 roku gra ukazała się w wersji polskiej za pośrednictwem Fajnych RPG.